# Herbert Jasper
Herbert Jasper (La Grande, 27 luglio 1906 – Montréal, 11 marzo 1999) è stato un medico, neurologo e fisiologo canadese.
Assieme al tedesco Hans Berger è considerato come uno dei padri della elettro-neurofisiologia moderna. Ha ricoperto un ruolo fondamentale anche nei campi della psicologia, dell'anatomia e della farmaceutica collegata alle neuroscienze.

## Biografia
Herbert Henri Jasper nacque a La Grande, nello Stato americano dell'Oregon, dove frequentò il Reed College di Portland, e conseguì il dottorato (PhD) in psicologia all'University of Iowa nel 1931, guadagnando anche un grado dottorale in scienze dall'Università di Parigi per le ricerche svolte nell'ambito della neurobiologia.

## Sviluppo dell'elettroencefalografia
Nel 1935 Herbet Jasper fu il primo scienziato a praticare esperimenti di elettroencefalografia (EEG) negli USA. Diresse il dipartimento di neurofisiologia del Montréal Neurological Institute (MNI) ed i laboratori esperimentali di elettroencefalografia dal 1939 al 1961, su richiesta di Wilder Penfield, fondatore del MNI. Le sue ottime capacità nell'eseguire EEG direttamente sulla corteccia cerebrale durante gli interventi avevano favorevolmente colpito Penfield, che era un neurochirurgo. Jasper scrisse assieme a Penfield un fondamentale trattato sull'epilessia.

### Il montaggio ridotto "Jasper"
Il montaggio ridotto "Jasper", codificato dallo stesso Herbert Jasper, viene adoperato spesso nei veloci tracciati eseguiti in pronto soccorso; nei monitoraggi intra-operatori degli interventi chirurgici di endoarteriectomia per la disostruzione delle arterie carotidi; nelle indagini medico-legali sulla morte cerebrale; oppure negli Holter-EEG per una sommaria esplorazione dell'attività elettrica nelle 24 ore dallo scalpo oppure nella polisonnografia assieme ad altri elettrodi poligrafici che possono monitorizzare, ad esempio, il respiro, il battito cardiaco ed i movimenti addominali e toracici, oppure i muscoli deltoidi o tibiali.
Il montaggio Jasper consiste nell'applicazione di otto elettrodi, che sono una piccola parte di quelli del sistema 10-20 (cioè: Fp1, Fp2, C3, C4, T3, T4,
O1, 02, più un elettrodo per lo scarico a terra ed un altro di referenza, quest'ultimo solo nei tracciati con macchine digitali).

## Riconoscimenti
- Nel 1985 Royal Society of Canada gli conferisce la medaglia McLaughlin.
- Nel 1995 viene inserito nel Canadian Medical Hall of Fame.